# 双周期函数

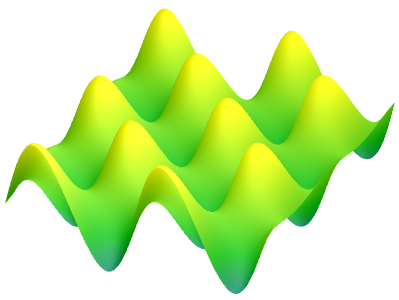

双周期函数是数学中对一类定义在复平面上的函数（复变量函数）的称呼，是在复平面的两个不同“方向”上都有周期性变化的函数。直观上可以理解为平面上“网格状”变化的函数。双周期函数是定义域为实数的周期函数在复变量函数中的推广。在复变量函数中，只有一个周期的函数称为单周期函数，如指数函数，周期是2πi。

## 定义
对一个定义域为复数域{\displaystyle \mathbb {C} }的函数f来说，如果存在两个在实数域{\displaystyle \mathbb {R} }上线性独立（将复数域看作实数域上的2维向量空间）的复数u和v，使得对任何复数z以及任何整数m, n，都有
{\displaystyle f(z+mu+nv)=f(z),}
就称函数f为双周期函数。:323
复变量函数中有单周期函数和双周期函数。单周期函数可以看作是第二个周期为无穷大的双周期函数。而三周期或更多周期的函数是不存在的，因为复平面是实数域的二维向量空间，所以不可能有三个或更多个线性独立的向量（复数）。:197
给定双周期函数f，对每个复数z，可以确定函数值等于f(z)的复数包括如下集合：{\displaystyle N(z)=z+\mathbb {Z} u+\mathbb {Z} v}，其中的{\displaystyle \mathbb {Z} }表示整数集。这个集合N(z)在平面上呈一个网格状的结构，将复平面划分为一个个平行四边形形状的格子，称为单元格。双周期函数的定义表明，函数在每个单元格中有相同的形状。

## 例子

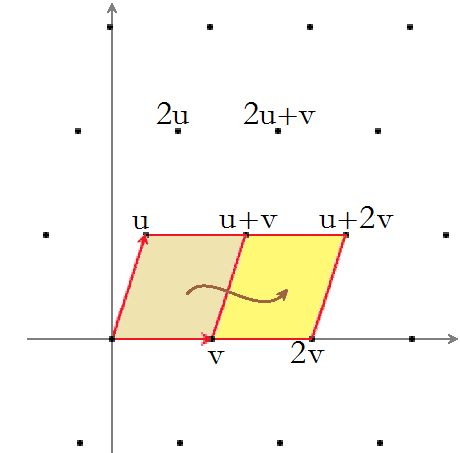
只要将双周期函数在某个单元格中定义，就可以推出函数在其它“格子”里的值。

如果将双周期函数直观地作为二维平面上的一类实值函数来看待的话，很容易就能构造出双周期函数的例子。比如，如果将“1”和“i”作为周期，那么对应的网格是以平面上所有的“整点”（横坐标和纵坐标都是整数的点）为节点的正方形网格。只需要定义函数在一个正方形单位上的取值，然后再“逐格复制”就可以了。例如函数：
{\displaystyle f:\;\;x+yi\;\;\mapsto \;\;\sin {(2\pi x)}\cos {(2\pi y)}.}
从例子中可以看出，定义一个双周期函数，只需要定义它在一个单元格里的取值就可以了。如果u和v是双周期函数f的周期，那么只需要定义f在集合:197：
{\displaystyle D_{f}=\{tu+sv\;\;|\;\;0\leqslant t,s<1\}}（一个平行四边形）
上的取值即可。

### 椭圆函数
椭圆函数是双周期函数中最常被研究的一类函数。椭圆函数定义为双周期的亚纯函数（在离散的点以外都是全纯函数的函数）。一个常见的例子是魏尔斯特拉斯椭圆函数：
{\displaystyle \wp (z)={\frac {1}{z^{2}}}+\sum _{m^{2}+n^{2}\neq 0}\left\{{\frac {1}{(z-nu-mv)^{2}}}-{\frac {1}{(nu+mv)^{2}}}\right\}}:324

## 性质
设单元格Df的边界为Bf。Bf由四条首尾相连的直线段构成：
{\displaystyle {\mathcal {B}}_{f}=\{su\;|\;0\leqslant s<1\}\cup \{u+sv\;|\;0\leqslant s\leqslant 1\}\cup \{v+su\;|\;0\leqslant s<1\}\cup \{sv\;|\;0<s<1\}}

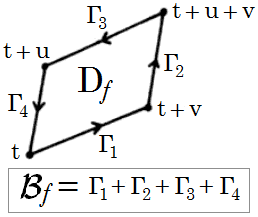
沿着双周期函数单元格的环路积分

由于双周期函数f在两条平行边上的取值一样（周期性），如果以Bf为路径对函数f进行环路积分，积分值会是0：
{\displaystyle \oint _{{\mathcal {B}}_{f}}f(z)\mathrm {d} z=0.}
如果f是全纯函数，那么可以证明，f是常数函数：f ≡ C. 这是因为f在单元格上的取值是必定是有界的（单元格是紧集），所以根据双周期性可知f在整个平面上都是有界的函数。因此根据刘维尔定理，f是常数函数。:73-74
如果f是椭圆函数，那么根据留数定理，f在单元格内极点的留数之和等于0，这说明f在单元格里不可能只有一个一阶极点。要么有一个留数是0的高阶极点，要么有多于一个一阶极点。同样地，对椭圆函数函数1/f使用留数定理，可以证明f在单元格里不可能只有一个一阶零点。要么有一个高阶零点，要么有多于一个一阶零点。:199-200更进一步地，可以证明f在单元格内取得每个值的次数等于它在单元格内的阶数（椭圆函数在某个区域内的阶数等于它的所有极点的阶数和）:74-75。
从拓扑结构来说，任何双周期函数都等价于定义在环面{\displaystyle \mathbb {T} ^{2}}上的函数。所以以上的性质也对定义在环面上的函数适用:101。